# Удине
Удине (итал. Udine, фурл. Udin, словен. Videm) је важан град у северној Италији. Град је средиште истоименог округа Удине и други је по значају град у оквиру италијанске покрајине Фурланија-Јулијска крајина.
Град Удине је средиште историјске области Фријули и главно место где се прича фријулски језик.

## Географија
Удине се налази у крајње североисточном делу Италије, на 20 km западно од државне границе са Словенијом. Од престонице Рима град је удаљен 650 km, а од седишта покрајине, града Трста 75 km.

### Рељеф
Удине се развио на месту где се завршава Падској низији на истоку. Град се сместио на месту издизања земљишта из равнице ка првим брдима Алпа, који се налазе северно од града.

### Клима
Клима у Удинеу је измењено средоземна клима са значајних утицајем са континенталног Севера. Стога су зиме оштрије, а лета блажа него у другим деловима Италије. Овај судар клима очитава се и у веома јаким ветровима (бура).

### Воде
Град нема водотоке. У близини протиче река Таљаменто, а Јадранско море се налази 50 km јужно од града.

## Историја
Простор данашњег Удинеа насељен је још у доба праисторије. Касније се овде насељавају Илири. 177. п. н. е. простор освајају Римљани. Касније град припада Византији, затим Франачкој држави, па затим њеним наследницима. 983. године град се први пут помиње под данашњим именом, а 1223. године добија права трговишта.
Године 1420. град пада у руке Млетачке републике и тако остаје све до суноврата Млетачке републике 1797. године. Једно време град је био други по величини у држави. После тога град пада под утицај Хабзбуршке монархије, да би 1866. године био прикључен новооснованој Краљевини Италији.
Удине је имало значајну улогу током Првог светског рата, када је после Битке код Кобарида било једини значајнији окупиран град у држави. У Другом светском рату град није значајније страдао.

## Становништво
Према резултатима пописа становништва 2011. у општини је живело 98.287 становника.
| 1931.  | 1936.  | 1951.  | 1961.  | 1971.   | 1981.   | 1991.  | 2001.  | 2011.  |
| ------ | ------ | ------ | ------ | ------- | ------- | ------ | ------ | ------ |
| 63.712 | 63.098 | 72.908 | 86.188 | 100.794 | 102.021 | 99.189 | 95.030 | 98.287 |

2008. године. Удине је имао нешто мање 100.000 становника, а са предграђима око 175.000 становника. 91% становника су грађани Италије. Осталих 6% су досељеници из свих крајева свега, али највише са Балкана.
У граду се говоре италијански језик и Фријулски језик.

## Градске знаменитости
Удине има очувано старо градско језгро са катедралом, низом цркава, палата и градских здања.
Важна знаменитост града је и фудбалски клуб "Удинезе Калчо", који се већ дуго налази у италијанском Калчу. По томе значај клуба превазилази величину града.

## Партнерски градови
- Еслинген ам Некар
- Вјен
- Neath Port Talbot County Borough
- Норћепинг
- Schiedam
- Београд
- Тирана
- Марибор
- Албасете
- Јаунде
- Сетубал
- Ресистенсија
- Велење
- Обуда
- Биканер
- Пјотрков Трибуналски
- Клагенфурт
- Њиређхаза
- Виндзор
- Филах

## Галерија
- Стара управа ("Лођа") са тргом
- Трг Слободе
- Градска катедрала
- Типична градска улица